# Ricky Davis
Tyree Ricardo „Ricky“ Davis (* 23. September 1979 in Las Vegas, Nevada) ist ein ehemaliger US-amerikanischer Basketballspieler, der den Großteil seiner Profikarriere in der NBA aktiv war.

## Highschool und College
Davis besuchte die North High School in Davenport (Iowa). Dort war er vier Jahre lang Starter des Basketballteams und machte früh auf sich aufmerksam. Anschließend spielte er noch ein Jahr für die University of Iowa und meldete sich dann zum NBA-Draft an.

## NBA-Karriere

### Charlotte Hornets
Davis wurde im NBA-Draft 1998 an 21. Stelle von den Charlotte Hornets ausgewählt. Er spielte zwei Jahre für die Mannschaft, wurde jedoch im August 2000 in einem umfangreichen Trade, in dem neun Spieler involviert waren, zu den Miami Heat transferiert.

### Miami Heat (2000–2001)
In seiner dritten Saison zog sich Davis eine schwere Knieverletzung zu. Dadurch kam er von 2000 bis 2001 nur auf sieben Spiele für die Heat und wurde schlussendlich an die Cleveland Cavaliers abgegeben.

### Cleveland Cavaliers
Im August 2001 unterschrieb Davis einen Sechsjahresvertrag bei den Cavaliers, wo er gute und schlechte Phasen hatte. Er stritt gerne mit Coach Paul Silas und wurde von vielen als Egoist und Selbstdarsteller abgetan. Kurios war sein Versuch beim Spiel gegen die Utah Jazz im Jahre 2003 ein Triple-Double zu erreichen, in dem er nach einem Einwurf kurz vor Ende des Spiels den Basketball auf den eigenen Korb absichtlich verwarf, um den benötigten Offensiv-Rebound zum Triple-Double zu erreichen. Gleichzeitig erreichte er in der Saison 2002/03 durchschnittlich 20,6 Punkte, was seine bisherigen Leistungen deutlich übertraf. Jedoch hinderte dies die Cavs nicht daran, Davis zu transferieren.

### Boston Celtics
Im Dezember 2003 wurde Davis zusammen mit Chris Mihm, Michael Stewart und einem Zweitrunden-Pick für Tony Battie, Eric Williams und Kedrick Brown getradet. Am Anfang seiner Karriere wurde Davis noch als eindimensionaler Scorer bezeichnet, in Boston entwickelte er jedoch ein gutes Reboundverhalten und einen gefährlichen Distanzwurf. 
Trotzdem hielten auch die Celtics Davis für zu egoistisch und entschlossen sich für ein Tauschgeschäft. In der Stadt Boston wurde Davis aufgrund seiner spektakulären Slam Dunks trotzdem zum Publikumsliebling.

### Minnesota Timberwolves
Am 26. Februar 2006 wurde Davis zusammen mit Mark Blount, Marcus Banks, Justin Reed und einem Zweitrunden-Pick für Wally Szczerbiak, Michael Olowokandi, Dwayne Jones und einem künftigen Erstrunden-Pick zu den Minnesota Timberwolves transferiert. In seinem zwei Saisons bei den Wolves erreichte Davis etwa 18 Punkte pro Partie im Durchschnitt.

### Miami Heat (2007–2008)
Im Oktober 2007 wurde Davis zusammen mit Mark Blount für Antoine Walker, Michael Doleac, Wayne Simien und einem Erstrunden-Pick nach Miami zu den Heat transferiert.
Pat Riley, der Davis 2001 noch wegschickte, gestand ein, dass es die falsche Entscheidung war: „Ich habe den Fehler gemacht ihn abzugeben. Er ist sehr talentiert und machte keine Probleme. In den letzten sechs Jahren war er sehr effizient“. 
Davis’ Statistiken sanken in Miami auf 13,8 Punkte pro Partie. Die Heat wollten trotzdem mit dem Swingman verlängern, konnten ihn jedoch nicht halten.

### Los Angeles Clippers
Am 28. Juli 2008 unterschrieb Davis als Free Agent einen mehrjährigen Vertrag mit den Los Angeles Clippers. In einer Katastrophen-Saison der Clippers spielte er aber nur noch 21,8 Minuten im Schnitt und erzielte dabei 6,4 Punkte pro Partie.

## Seit 2010

### Türk Telekom
Am 2. März 2010 unterschrieb Davis beim türkischen Erstligisten Türk Telekom einen Vertrag bis zum Saisonende.

### Chorale Roanne Basket
Nachdem er zu Beginn der Saison 2010/2011 nicht wieder in der NBA unterkommen konnte, hielt sich Davis mit privatem Training fit. Anfang Februar 2011 schließlich erhielt er einen Vertrag bis Saisonende in Frankreich bei Chorale Roanne Basket.

### Maine Red Claws
Am 29. Dezember gaben die Maine Red Claws aus der NBA Development League (D-League) die Verpflichtung von Davis bekannt. Davis hatte zuvor daran gearbeitet, sich von einer Knieverletzung zu erholen und so zunächst keinen neuen Vertrag in der NBA oder in Europa erhalten.